# THAAD
A THAAD (angolul: Terminal High Altitude Area Defense, magyarul: „végfázisú nagy magassági területvédelmi rendszer”, korábban Theater High Altitude Area Defense) amerikai fejlesztésű, mobil rakétalégvédelmi rendszer, melyet az amerikai haderő alkalmaz. Feladata a rövid-, közepes és nagy hatótávolságú ballisztikus rakéta repülési végfázis közbeni megsemmisítése, közvetlen találattal (az úgynevezett „hit-to-kill” megközelítés). Az alkalmazott légvédelmi rakétának nincs robbanó elveken működő harci része, a rakéta mint lövedék saját kinetikus energiáját alkalmazza a célrakéta megsemmisítésére, nagy pontosságú végfázis-vezérléssel. Ezzel a típusú rombolással érhető el a legkisebb kockázata annak, hogy a célrakéta hagyományos robbanószerekkel felszerelt harci részét, vagy a nukleáris harci részt detonálja. A vegyi és biológiai harci részek esetében ez a veszély továbbra is fenn áll, vagy a kockázat megnő, hiszen a szennyező anyagok magasabb légköri rétegekben jobban, nagyobb távolságokba terülnek szét és onnan lekerülhetnek a földfelszínre is. A THAAD a szovjet Scud és hasonló kategóriájú, harcászati ballisztikus rakétarendszerek ellen lett kifejlesztve.
A rendszer indítójárműve a 8×8 hajtásképletű M1120 HEMTT LHS nyolc indítótubussal. A rendszer komponensei továbbá egy THAAD radar és egy tűzvezető és kommunikációs támogató egység (TFCC; THAAD Fire Control and Communications support equipment), valamint a pót-indítótubusok szállítójárművei. A globális légvédelmi feladatok ellátása érdekében az MDA megépített egy „X-hullámsávon” üzemelő, úszóképes radarkomplexumot is.
Elsődleges fejlesztője a Lockheed Martin Space Systems, azonban számos más alvállalkozó beszállítója a rendszernek. Ilyenek a Raytheon, a Boeing, az Aerojet, a Rocketdyne, a Honeywell, a BAE Systems, az Oshkosh Defense, a MiltonCAT, és az Oliver Capital Consortium.
Eredetileg az Egyesült Államok hadseregének programjaként indult, de ma már része lett a nemzeti rakétavédelmi stratégiának, a Rakétavédelmi Ügynökség (Missile Defense Agency, MDA) egyik védelmi eszköze. Hasonló rendszert alkalmaz az amerikai haditengerészet is Aegis BMD néven, melynek van parti, telepített változata is (Aegis Ashore). Eredetileg 2012-ben állt volna szolgálatba, azonban a fejlesztések előrehaladtával már 2008 májusában üzembe helyezték az első egységeket. 2012 október 24-én sikeresen hajtottak végre egy kombinált éleslövészeti tesztet, melyben három eltérő képességű ellenrakéta-rendszer hajtott végre rakétaelfogást: egy THAAD, egy PAC–3 és egy Aegis komplexum. Mindhárom rendszer közösen, öt különböző célt küzdött le. A THAAD részére egy C–17-ből egy E-LRALT (Extended Long Range Air Launch Target)-t, közép-hatótávolságú ballisztikusrakéta-imitátort indítottak. A Hadsereg elemzései szerint egy „minimális indítási képességgel” (minimum launch capability) rendelkező alegység – mely egy rádiólokátort, két indítójárművet és húsz rakétát tartalmaz – kitelepítése egy adott területre, hét C–5 Galaxy, vagy kilenc C–17 Globemaster III járattal elvégezhető.
Több ország is érdeklődik a rakétarendszer iránt, Omán, Dél-Korea és Japán, köztük az Egyesült Arab Emírségek írt alá vásárlási szerződést. Az amerikai haderő több hadszíntéri parancsnokágának – az európai EUCOM és a közel-keleti CENTCOM – alakulatai is szolgálatba állították. Guamon 2013. április 3-a óta áll rendszerben az AN/TPY–2 radarrendszerrel együtt.

## Fordítás
- Ez a szócikk részben vagy egészben  a   Terminal High Altitude Area Defense című angol Wikipédia-szócikk ezen változatának fordításán alapul.  Az eredeti cikk szerkesztőit annak laptörténete sorolja fel. Ez a jelzés csupán a megfogalmazás eredetét és a szerzői jogokat jelzi, nem szolgál a cikkben szereplő információk forrásmegjelöléseként.